# 김제 금복사 불상 및 복장유물
김제 금복사 불상 및 복장유물(金堤 金福寺 佛像 및 腹藏遺物)은 대한민국 전북특별자치도 김제시 백산면 수록리,금복사에 있는 불상 및 복장유물이다. 2017년 11월 3일 전라북도의 유형문화재 제254호로 지정되었다.

## 개요
금산사(金山寺)의 말사인 금복사(金福寺)에서 조성된 지 300여 년 된 불상과 그 불상의 복장에 있는 유물이 공개되어 일반에 알려지게 되었으며. 복장 유물은 사리와 사리함, 국한문 혼용의 『묘법연화경』 등이다.

## 참고 문헌
- 김제 금복사 불상 및 복장유물 - 국가유산청 국가유산포털